# Forficula decipiens
Espèce
Forficula decipiens est une espèce de dermaptères de la famille des Forficulidae.